# Discographie de George Jones
Cette page présente la discographie complète de l'artiste américain George Jones de 1955 à aujourd'hui.

## Albums

### Albums studio
| Année | Détails de l'album                                                                         | Plus haute position dans les charts | Plus haute position dans les charts | Plus haute position dans les charts | Plus haute position dans les charts | Certifications (Niveau de ventes) |
| Année | Détails de l'album                                                                         | US Country                          | US                                  | Canada Country                      | Canadian Albums Chart               | Certifications (Niveau de ventes) |
| ----- | ------------------------------------------------------------------------------------------ | ----------------------------------- | ----------------------------------- | ----------------------------------- | ----------------------------------- | --------------------------------- |
| 1957  | Grand Ole Opry's New Star - Publié en : 1957 - Label : Starday                             | —                                   | —                                   | —                                   | —                                   |                                   |
| 1958  | Hillbilly Hit Parade - Publié en : 1958 - Label : Starday                                  | —                                   | —                                   | —                                   | —                                   |                                   |
| 1958  | Long Live King George - Publié en : 1958 - Label : Starday                                 | —                                   | —                                   | —                                   | —                                   |                                   |
| 1959  | Country Church Time - Publié en : 1959 - Label : Mercury                                   | —                                   | —                                   | —                                   | —                                   |                                   |
| 1959  | White Lightning and Other Favorites - Publié en : 1959 - Label : Mercury                   | —                                   | —                                   | —                                   | —                                   |                                   |
| 1960  | George Jones Salutes Hank Williams - Publié en : mai 1960 - Label : Mercury                | —                                   | —                                   | —                                   | —                                   |                                   |
| 1962  | Songs from the Heart - Publié en : 1962 - Label : Mercury                                  | —                                   | —                                   | —                                   | —                                   |                                   |
| 1962  | Sings Country and Western Hits - Publié en : mai 1962 - Label : Mercury                    | —                                   | —                                   | —                                   | —                                   |                                   |
| 1962  | George Jones Sings Bob Wills - Publié en : décembre 1962 - Label : United Artists          | —                                   | —                                   | —                                   | —                                   |                                   |
| 1962  | Homecoming in Heaven - Publié en : décembre 1962 - Label : United Artists                  | —                                   | —                                   | —                                   | —                                   |                                   |
| 1962  | My Favorites of Hank Williams - Publié en : décembre 1962 - Label : United Artists         | —                                   | —                                   | —                                   | —                                   |                                   |
| 1963  | I Wish Tonight Would Never End - Publié en : avril 1963 - Label : United Artists           | —                                   | —                                   | —                                   | —                                   |                                   |
| 1964  | Blue and Lonesome - Publié en : février 1964 - Label : Mercury                             | 11                                  | —                                   | —                                   | —                                   |                                   |
| 1964  | George Jones Sings Like the Dickens! - Publié en : août 1964 - Label : United Artists      | 6                                   | —                                   | —                                   | —                                   |                                   |
| 1964  | I Get Lonely in a Hurry - Publié en : novembre 1964 - Label : United Artists               | 10                                  | —                                   | —                                   | —                                   |                                   |
| 1965  | The Race Is On - Publié en : avril 1965 - Label : United Artists                           | 3                                   | —                                   | —                                   | —                                   |                                   |
| 1965  | Mr. Country and Western Music - Publié en : 1965 - Label : Musicor                         | 13                                  | —                                   | —                                   | —                                   |                                   |
| 1965  | New Country Hits - Publié en : 1965 - Label : Musicor                                      | 5                                   | —                                   | —                                   | —                                   |                                   |
| 1965  | Old Brush Arbors - Publié en : 1965 - Label : Musicor                                      | —                                   | —                                   | —                                   | —                                   |                                   |
| 1966  | Country Heart - Publié en : 1966 - Label : Musicor                                         | —                                   | —                                   | —                                   | —                                   |                                   |
| 1966  | I'm a People - Publié en : février 1966 - Label : Musicor                                  | 7                                   | —                                   | —                                   | —                                   |                                   |
| 1966  | Love Bug - Publié en : mai 1966 - Label : Musicor                                          | 1                                   | —                                   | —                                   | —                                   |                                   |
| 1966  | We Found Heaven Right Here on Earth at "4033" - Publié en : octobre 1966 - Label : Musicor | 3                                   | —                                   | —                                   | —                                   |                                   |
| 1967  | Walk Through This World with Me - Publié en : février 1967 - Label : Musicor               | 2                                   | —                                   | —                                   | —                                   |                                   |
| 1968  | If My Heart Had Windows - Publié en : 1968 - Label : Musicor                               | 12                                  | —                                   | —                                   | —                                   |                                   |
| 1968  | Sings the Songs of Dallas Frazier - Publié en : 1968 - Label : Musicor                     | 14                                  | —                                   | —                                   | —                                   |                                   |
| 1968  | The George Jones Story - Publié en : 1968 - Label : Musicor                                | 18                                  | —                                   | —                                   | —                                   |                                   |
| 1969  | My Country - Publié en : 1969 - Label : Musicor                                            | 36                                  | —                                   | —                                   | —                                   |                                   |
| 1969  | I'll Share My World with You - Publié en : février 1969 - Label : Musicor                  | 5                                   | 185                                 | —                                   | —                                   |                                   |
| 1969  | Where Grass Won't Grow - Publié en : 1969 - Label : Musicor                                | 15                                  | —                                   | —                                   | —                                   |                                   |
| 1970  | Will You Visit Me on Sunday? - Publié en : mai 1970 - Label : Musicor                      | 44                                  | —                                   | —                                   | —                                   |                                   |
| 1971  | George Jones with Love - Publié en : 1971 - Label : Musicor                                | 9                                   | —                                   | —                                   | —                                   |                                   |
| 1971  | George Jones Sings the Great Songs of Leon Payne - Publié en : 1971 - Label : Musicor      | 26                                  | —                                   | —                                   | —                                   |                                   |
| 1972  | A Picture of Me (Without You) - Publié en : novembre 1972 - Label : Epic                   | 3                                   | —                                   | —                                   | —                                   |                                   |
| 1972  | George Jones (We Can Make It) - Publié en : 1972 - Label : Epic                            | 10                                  | —                                   | —                                   | —                                   |                                   |
| 1973  | Nothing Ever Hurt Me (Half as Bad as Losing You) - Publié en : juin 1973 - Label : Epic    | 12                                  | —                                   | —                                   | —                                   |                                   |
| 1974  | In a Gospel Way - Publié en : 1974 - Label : Epic                                          | 42                                  | —                                   | —                                   | —                                   |                                   |
| 1974  | George Jones Sings His Songs - Publié en : 1974 - Label : RCA Victor                       | 31                                  | —                                   | —                                   | —                                   |                                   |
| 1974  | The Grand Tour - Publié en : août 1974 - Label : Epic                                      | 11                                  | —                                   | —                                   | —                                   |                                   |
| 1975  | Memories of Us - Publié en : septembre 1975 - Label : Epic                                 | 43                                  | —                                   | —                                   | —                                   |                                   |
| 1976  | The Battle - Publié en : février 1976 - Label : Epic                                       | 36                                  | —                                   | —                                   | —                                   |                                   |
| 1976  | Alone Again - Publié en : septembre 1976 - Label : Epic                                    | 9                                   | —                                   | —                                   | —                                   |                                   |
| 1977  | I Wanta Sing - Publié en : 1977 - Label : Epic                                             | 38                                  | —                                   | —                                   | —                                   |                                   |
| 1978  | Bartender's Blues - Publié en : mai 1978 - Label : Epic                                    | 34                                  | —                                   | —                                   | —                                   |                                   |
| 1980  | I Am What I Am - Publié en : septembre 1980 - Label : Epic                                 | 7                                   | 132                                 | —                                   | —                                   | - US : Platine - CAN : Or         |
| 1981  | Still the Same Ole Me - Publié en : novembre 1981 - Label : Epic                           | 3                                   | 115                                 | —                                   | —                                   | - US : Or                         |
| 1983  | Shine On - Publié en : Mars 1983 - Label : Epic                                            | 7                                   | —                                   | —                                   | —                                   |                                   |
| 1983  | Jones Country - Publié en : octobre 1983 - Label : Epic                                    | 27                                  | —                                   | —                                   | —                                   |                                   |
| 1984  | You've Still Got a Place in My Heart - Publié en : mai 1984 - Label : Epic                 | 17                                  | —                                   | 11                                  | —                                   |                                   |
| 1985  | Who's Gonna Fill Their Shoes - Publié en : août 1985 - Label : Epic                        | 6                                   | —                                   | —                                   | —                                   |                                   |
| 1986  | Wine Colored Roses - Publié en : 1986 - Label : Epic                                       | 5                                   | —                                   | —                                   | —                                   | - US : Or                         |
| 1987  | Too Wild Too Long - Publié en : 1987 - Label : Epic                                        | 14                                  | —                                   | —                                   | —                                   |                                   |
| 1989  | One Woman Man - Publié le : 28 février 1989 - Label : Epic                                 | 13                                  | —                                   | 21                                  | —                                   |                                   |
| 1990  | You Oughta Be Here with Me - Publié le : 20 août 1990 - Label : Epic                       | 35                                  | —                                   | —                                   | —                                   |                                   |
| 1991  | And Along Came Jones - Publié le : 15 octobre 1991 - Label : MCA                           | 22                                  | 148                                 | 26                                  | —                                   |                                   |
| 1992  | Walls Can Fall - Publié le : 27 octobre 1992 - Label : MCA                                 | 24                                  | 77                                  | 32                                  | —                                   | - US : Or                         |
| 1993  | High-Tech Redneck - Publié le : 23 novembre 1993 - Label : MCA                             | 30                                  | 124                                 | —                                   | —                                   | - US : Or                         |
| 1996  | I Lived to Tell It All - Publié le : 13 août 1996 - Label : MCA                            | 26                                  | 171                                 | —                                   | —                                   |                                   |
| 1998  | It Don't Get Any Better Than This - Publié le : 7 avril 1998 - Label : MCA                 | 37                                  | —                                   | 15                                  | —                                   |                                   |
| 1999  | Cold Hard Truth - Publié le : 22 juin 1999 - Label : Asylum                                | 5                                   | 53                                  | 8                                   | —                                   | - US : Or                         |
| 2001  | The Rock: Stone Cold Country 2001 - Publié le : 11 septembre 2001 - Label : Bandit         | 5                                   | 65                                  | —                                   | —                                   |                                   |
| 2003  | The Gospel Collection - Publié le : 4 avril 2003 - Label : Bandit                          | 19                                  | 131                                 | —                                   | —                                   |                                   |
| 2005  | Hits I Missed...And One I Didn't - Publié le : 13 septembre 2005 - Label : Bandit          | 13                                  | 79                                  | 6                                   | 70                                  |                                   |

### Albums collaboratifs
| Année | Album | Artiste                      | Positions dans les Charts | Positions dans les Charts | Positions dans les Charts | Certifications (Niveau de ventes) |
| Année | Album | Artiste                      | US Country                | US                        | Canada Country            | Certifications (Niveau de ventes) |
| ----- | --- | ---------------------------- | ------------------------- | ------------------------- | ------------------------- | --------------------------------- |
| 1963  | What's in Our Hearts - Publié en : 1963 - Label : United Artists                                         | Melba Montgomery             | 3                         | —                         | —                         |                                   |
| 1964  | A King and Two Queens - Publié en : 1964 - Label : United Artists                                        | Melba Montgomery Judy Lynn   | —                         | —                         | —                         |                                   |
| 1964  | Bluegrass Hootenanny - Publié en : 1964 - Label : United Artists                                         | Melba Montgomery             | 12                        | —                         | —                         |                                   |
| 1965  | Famous Country Duets - Publié en : 1965 - Label : Musicor                                                | Gene Pitney Melba Montgomery | —                         | —                         | —                         |                                   |
| 1965  | George Jones and Gene Pitney: For the First Time! Two Great Singers - Publié en : 1965 - Label : Musicor | Gene Pitney                  | 3                         | 141                       | —                         |                                   |
| 1965  | George Jones and Gene Pitney (Recorded in Nashville!) - Publié en : 1965 - Label : Musicor               | Gene Pitney                  | —                         | —                         | —                         |                                   |
| 1966  | It's Country Time Again! - Publié en : 1966 - Label : Musicor                                            | Gene Pitney                  | 17                        | —                         | —                         |                                   |
| 1966  | Close Together (As You and Me) - Publié en : 1966 - Label : Musicor                                      | Melba Montgomery             | 28                        | —                         | —                         |                                   |
| 1967  | Let's Get Together - Publié en : 1967 - Label : Musicor                                                  | Melba Montgomery             | 37                        | —                         | —                         |                                   |
| 1971  | We Go Together - Publié en : 1971 - Label : Epic                                                         | Tammy Wynette                | 3                         | 169                       | —                         |                                   |
| 1972  | Me and the First Lady - Publié en : 1972 - Label : Epic                                                  | Tammy Wynette                | 6                         | —                         | —                         |                                   |
| 1972  | We Love to Sing About Jesus - Publié en : 1972 - Label : Epic                                            | Tammy Wynette                | —                         | —                         | —                         |                                   |
| 1973  | Let's Build a World Together - Publié en : 1973 - Label : Epic                                           | Tammy Wynette                | 12                        | —                         | —                         |                                   |
| 1973  | We're Gonna Hold On - Publié en : 1973 - Label : Epic                                                    | Tammy Wynette                | 3                         | —                         | —                         |                                   |
| 1975  | George and Tammy and Tina - Publié en : 1975 - Label : Epic                                              | Tammy Wynette                | 37                        | —                         | —                         |                                   |
| 1976  | Golden Ring - Publié en : 1976 - Label : Epic                                                            | Tammy Wynette                | 1                         | —                         | —                         |                                   |
| 1979  | My Very Special Guests - Publié en : 1979 - Label : Epic                                                 | Divers                       | 38                        | —                         | 3                         |                                   |
| 1980  | Double Trouble - Publié en : 1980 - Label : Epic                                                         | Johnny Paycheck              | 45                        | —                         | —                         |                                   |
| 1981  | Together Again - Publié en : 1981 - Label : Epic                                                         | Tammy Wynette                | 26                        | —                         | —                         |                                   |
| 1982  | A Taste of Yesterday's Wine - Publié en : août 1982 - Label : Epic                                       | Merle Haggard                | 4                         | 123                       | —                         |                                   |
| 1984  | Ladies' Choice - Publié en : 1984 - Label : Epic                                                         | Divers                       | 25                        | —                         | —                         |                                   |
| 1987  | Walking the Line - Publié en : 1987 - Label : Epic                                                       | Merle Haggard Willie Nelson  | 39                        | —                         | —                         |                                   |
| 1991  | Friends in High Places - Publié le : 12 mars 1991 - Label : Epic                                         | Divers                       | 72                        | —                         |                           |                                   |
| 1994  | The Bradley Barn Sessions - Publié le : 11 octobre 1994 - Label : MCA                                    | Divers                       | 23                        | 142                       | 11                        |                                   |
| 1995  | George and Tammy Super Hits - Publié le : 2 mai 1995 - Label : Epic                                      | Tammy Wynette                | —                         | —                         | —                         | - US : Or                         |
| 1995  | One - Publié le : 20 juin 1995 - Label : MCA                                                             | Tammy Wynette                | 12                        | 117                       | 23                        |                                   |
| 2006  | God's Country: George Jones and Friends - Publié le : 17 octobre 2006 - Label : Category 5               | Divers                       | 58                        | —                         | —                         |                                   |
| 2006  | Kicking Out the Footlights...Again - Publié le : 24 octobre 2006 - Label : Bandit                        | Merle Haggard                | 25                        | 119                       | —                         |                                   |
| 2008  | Burn Your Playhouse Down - The Unreleased Duets - Publié le : 19 août 2008 - Label : Bandit              | Divers                       | 15                        | 79                        | 50                        |                                   |

### Compilation et albums spéciaux
| Année | Album                                                                                          | Positions dans les charts | Positions dans les charts | Positions dans les charts | Certifications (Niveau de ventes) |
| Année | Album                                                                                          | US Country                | US                        | CAN Country               | Certifications (Niveau de ventes) |
| ----- | ---------------------------------------------------------------------------------------------- | ------------------------- | ------------------------- | ------------------------- | --------------------------------- |
| 1963  | The Best of George Jones - Publié en : septembre 1963 - Label : United Artists                 | 3                         | —                         | —                         |                                   |
| 1966  | Golden Hits - Publié en : 1966 - Label : United Artists                                        | 8                         | —                         | —                         |                                   |
| 1967  | Greatest Hits Volume 2 - Publié en : 1967 - Label : United Artists                             | 10                        | —                         | —                         |                                   |
| 1967  | George Jones' Greatest Hits - Publié en : 1967 - Label : Musicor                               | 16                        | —                         | —                         |                                   |
| 1967  | Hits by George - Publié en : 1967 - Label : Musicor                                            | 9                         | —                         | —                         |                                   |
| 1970  | The Best of George Jones - Publié en : 1970 - Label : Musicor                                  | 10                        | —                         | —                         |                                   |
| 1973  | The Best of George Jones Vol. II - Publié en : 1973 - Label : RCA Victor                       | 26                        | —                         | —                         |                                   |
| 1975  | The Best of the Best - Publié en : 1975 - Label : RCA Victor                                   | 40                        | —                         | —                         |                                   |
| 1977  | All-Time Greatest Hits-Volume I - Publié en : 1977 - Label : Epic                              | 31                        | —                         | —                         |                                   |
| 1977  | Double Gold: The Best of - Publié en : 1977 - Label : Musicor                                  | —                         | —                         | —                         |                                   |
| 1977  | Greatest Hits (avec Tammy Wynette) - Publié en : 1977 - Label : Epic                           | 23                        | —                         | —                         | - US : Or                         |
| 1981  | Encore - Publié en : 1981 - Label : Epic                                                       | 43                        | —                         | —                         |                                   |
| 1982  | Anniversary - 10 Years of Hits - Publié en : 30 octobre 1982 - Label : Epic                    | 16                        | —                         | —                         | - US : Or                         |
| 1984  | First Time Live - Publié en : 13 octobre 1984 - Label : Epic                                   | 45                        | —                         | —                         |                                   |
| 1984  | By Request - Publié en : 1984 - Label : Epic                                                   | 33                        | —                         | —                         |                                   |
| 1987  | Super Hits - Publié en : 1987 - Label : Epic                                                   | 30                        | —                         | —                         | - US : 2× Multi-Platine           |
| 1990  | At His Best - Publié le : 26 janvier 1990 - Label : Gusto                                      | —                         | —                         | —                         |                                   |
| 1993  | Super Hits, Volume 2 - Publié le : 9 mars 1993 - Label : Epic                                  | —                         | —                         | —                         |                                   |
| 1998  | 16 Biggest Hits - Publié le : 14 juillet 1998 - Label : Epic                                   | 50                        | —                         | —                         | - US : Or                         |
| 1999  | Live With the Possum - Publié le : 9 novembre 1999 - Label : Asylum                            | 72                        | —                         | —                         |                                   |
| 2004  | 50 Years of Hits - Publié le : 9 novembre 2004 - Label : Bandit                                | 20                        | 118                       | —                         | - US : Or                         |
| 2009  | A Collection of My Best Recollection - Publié le : 1er septembre 2009 - Label : Cracker Barrel | 22                        | 88                        | —                         |                                   |
| 2010  | The Great Lost Hits - Publié le : 23 février 2010 - Label : Time-Life                          | 52                        | —                         | 42                        |                                   |
| 2011  | Hits - Publié le : 15 février 2011 - Label : Bandit                                            | 39                        | —                         | —                         |                                   |

## Singles
| Année | Chanson                                                        | Plus haute position dans les charts | Plus haute position dans les charts | Plus haute position dans les charts | Album                                            |
| Année | Chanson                                                        | US Country                          | US                                  | Canada Country                      | Album                                            |
| ----- | -------------------------------------------------------------- | ----------------------------------- | ----------------------------------- | ----------------------------------- | ------------------------------------------------ |
| 1955  | "Why Baby Why"                                                 | 4                                   | —                                   | —                                   | Grand Ole Opry's New Star                        |
| 1956  | "What Am I Worth"                                              | 7                                   | —                                   | —                                   | Grand Ole Opry's New Star                        |
| 1956  | "You Gotta Be My Baby"                                         | 7                                   | —                                   | —                                   | Grand Ole Opry's New Star                        |
| 1956  | "Just One More"                                                | 3                                   | —                                   | —                                   | 14 Top Country Favorites                         |
| 1956  | "Gonna Come Get You"                                           | flip                                | —                                   | —                                   | 14 Top Country Favorites                         |
| 1957  | "Yearning" (avec Jeanette Hicks)                               | 10                                  | —                                   | —                                   | 14 Top Country Favorites                         |
| 1957  | "Don't Stop the Music"                                         | 10                                  | —                                   | —                                   | 14 Top Country Favorites                         |
| 1957  | "Uh, Uh, No"                                                   | flip                                | —                                   | —                                   | 14 Top Country Favorites                         |
| 1957  | "Too Much Water"                                               | 13                                  | —                                   | —                                   | 14 Top Country Favorites                         |
| 1957  | "Tall, Tall Trees"                                             | —                                   | —                                   | —                                   | Long Live King George                            |
| 1958  | "Color of the Blues"                                           | 7                                   | —                                   | —                                   | Greatest Hits                                    |
| 1958  | "Treasure of Love"                                             | 6                                   | —                                   | —                                   | Greatest Hits                                    |
| 1958  | "If I Don't Love You (Grits Ain't Groceries)"                  | 29                                  | —                                   | —                                   | single only                                      |
| 1959  | "White Lightning"                                              | 1                                   | 73                                  | —                                   | White Lightning                                  |
| 1959  | "Who Shot Sam"                                                 | 7                                   | 93                                  | —                                   | Greatest Hits                                    |
| 1959  | "Money to Burn"                                                | 15                                  | —                                   | —                                   | Singing the Blues                                |
| 1959  | "Big Harlan Taylor"                                            | 19                                  | —                                   | —                                   | The Novelty Side                                 |
| 1960  | "Accidentally on Purpose"                                      | 16                                  | —                                   | —                                   | Greatest Hits                                    |
| 1960  | "Sparkling Brown Eyes"                                         | 30                                  | —                                   | —                                   | The Novelty Side                                 |
| 1960  | "Out of Control"                                               | 25                                  | —                                   | —                                   | Country and Western No. 1 Male Singer            |
| 1960  | "Window Up Above"                                              | 2                                   | —                                   | —                                   | Greatest Hits                                    |
| 1961  | "Family Bible"                                                 | 16                                  | —                                   | —                                   | Cup of Loneliness                                |
| 1961  | "Tender Years"                                                 | 1                                   | 76                                  | —                                   | Greatest Hits                                    |
| 1961  | "Did I Ever Tell You" (avec Margie Singleton)                  | 15                                  | —                                   | —                                   | Duets Country Style                              |
| 1962  | "Aching, Breaking Heart"                                       | 5                                   | —                                   | —                                   | Sings from the Heart                             |
| 1962  | "She Thinks I Still Care"                                      | 1                                   | —                                   | —                                   | New Favorites                                    |
| 1962  | "Sometimes You Just Can't Win"                                 | 17                                  | —                                   | —                                   | New Favorites                                    |
| 1962  | "Waltz of the Angels" (avec Margie Singleton)                  | 11                                  | —                                   | —                                   | Duets Country Style                              |
| 1962  | "Open Pit Mine"                                                | 13                                  | —                                   | —                                   | New Favorites                                    |
| 1962  | "You're Still on My Mind"                                      | 28                                  | —                                   | —                                   | Country and Western No. 1 Male Singer            |
| 1962  | "A Girl I Used to Know"                                        | 3                                   | —                                   | —                                   | Sings More New Favorites                         |
| 1962  | "Big Fool of the Year"                                         | 13                                  | —                                   | —                                   | Golden Hits 1                                    |
| 1963  | "Not What I Had in Mind"                                       | 7                                   | —                                   | —                                   | Sings More New Favorites                         |
| 1963  | "I Saw Me"                                                     | 29                                  | —                                   | —                                   | I Wish Tonight Would Never End                   |
| 1963  | "We Must Have Been Out of Our Minds" (avec Melba Montgomery)   | 3                                   | —                                   | —                                   | I Wish Tonight Would Never End                   |
| 1963  | "You Comb Her Hair"                                            | 5                                   | —                                   | —                                   | Sings More New Favorites                         |
| 1963  | "Ain't it Funny What Love Will Do"                             | —                                   | 124                                 | —                                   | I Wish Tonight Would Never End                   |
| 1964  | "Your Heart Turned Left (And I Was on the Right)"              | 5                                   | —                                   | —                                   | Sings More New Favorites                         |
| 1964  | "My Tears Are Overdue"                                         | 15                                  | —                                   | —                                   | Sings More New Favorites                         |
| 1964  | "The Last Town I Painted"                                      | 39                                  | —                                   | —                                   | The Ballad Side                                  |
| 1964  | "Something I Dreamed"                                          | 31                                  | —                                   | —                                   | Sings More New Favorites                         |
| 1964  | "Where Does a Little Tear Come From"                           | 10                                  | —                                   | —                                   | I Get Lonely In a Hurry                          |
| 1964  | "The Race Is On"                                               | 3                                   | 96                                  | —                                   | The Race Is On                                   |
| 1965  | "Least of All"                                                 | 15                                  | —                                   | —                                   | I Get Lonely in a Hurry                          |
| 1965  | "Wrong Number"                                                 | 14                                  | —                                   | —                                   | Sings More New Favorites                         |
| 1965  | "Love Bug"                                                     | 6                                   | —                                   | —                                   | Love Bug                                         |
| 1965  | "What's Money"                                                 | 40                                  | —                                   | —                                   | single only                                      |
| 1965  | "Take Me"                                                      | 8                                   | —                                   | —                                   | New Country Hits                                 |
| 1966  | "I'm a People"                                                 | 6                                   | —                                   | —                                   | I'm a People                                     |
| 1966  | "World's Worst Loser"                                          | 46                                  | —                                   | —                                   | Race Is On                                       |
| 1966  | "Old Brush Arbors"                                             | 30                                  | —                                   | —                                   | Old Brush Arbors                                 |
| 1966  | "Four-O-Thirty-Three"                                          | 5                                   | —                                   | —                                   | Four-O-Thirty-Three                              |
| 1966  | "Close Together (As You and Me)" (avec Melba Montgomery)       | 70                                  | —                                   | —                                   | single only                                      |
| 1967  | "Walk Through This World with Me"                              | 1                                   | —                                   | —                                   | Four-O-Thirty-Three                              |
| 1967  | "I Can't Get There from Here"                                  | 5                                   | —                                   | —                                   | Songs of Dallas Frazier                          |
| 1967  | "If My Heart Had Windows"                                      | 7                                   | —                                   | —                                   | If My Heart Had Windows                          |
| 1968  | "Say It's Not You"                                             | 8                                   | —                                   | —                                   | If My Heart Had Windows                          |
| 1968  | "Small Time Laboring Man"                                      | 35                                  | —                                   | —                                   | Cup of Loneliness                                |
| 1968  | "As Long as I Live"                                            | 3                                   | —                                   | 6                                   | My Country                                       |
| 1968  | "Milwaukee, Here I Come" (avec Brenda Carter)                  | 12                                  | —                                   | —                                   | I'll Share My World with You                     |
| 1968  | "When the Grass Grows Over Me"'                                | 2                                   | —                                   | 2                                   | I'll Share My World with You                     |
| 1969  | "I'll Share My World with You"                                 | 2                                   | 124                                 | 2                                   | I'll Share My World with You                     |
| 1969  | "If Not for You"                                               | 6                                   | —                                   | 16                                  | Where Grass Won't Grow                           |
| 1969  | "She's Mine"                                                   | 6                                   | —                                   | 33                                  | Where Grass Won't Grow                           |
| 1969  | "No Blues Is Good News"                                        | 72                                  | —                                   | 36                                  | Where Grass Won't Grow                           |
| 1970  | "Where Grass Won't Grow"                                       | 28                                  | —                                   | 31                                  | Where Grass Won't Grow                           |
| 1970  | "Tell Me My Lying Eyes Are Wrong"                              | 13                                  | —                                   | 10                                  | The Best                                         |
| 1970  | "A Good Year for the Roses"                                    | 2                                   | 112                                 | 4                                   | With Love                                        |
| 1971  | "Sometimes You Just Can't Win"                                 | 10                                  | —                                   | 7                                   | New Favorites                                    |
| 1971  | "Right Won't Touch a Hand"                                     | 7                                   | —                                   | 10                                  | First in the Hearts of Country Music Lovers      |
| 1971  | "I'll Follow You (Up to Our Cloud)"                            | 13                                  | —                                   | —                                   | With Love                                        |
| 1972  | "We Can Make It"                                               | 6                                   | —                                   | 4                                   | We Can Make It                                   |
| 1972  | "A Day in the Life of a Fool"                                  | 30                                  | —                                   | —                                   | With Love                                        |
| 1972  | "Loving You Could Never Be Better"                             | 2                                   | —                                   | 1                                   | We Can Make It                                   |
| 1972  | "Wrapped Around Her Finger"                                    | 46                                  | —                                   | 48                                  | Wrapped Around Her Finger                        |
| 1972  | "A Picture of Me (Without You)"                                | 5                                   | —                                   | 13                                  | A Picture of Me (Without You)                    |
| 1973  | "What My Woman Can't Do"                                       | 6                                   | —                                   | —                                   | Nothing Ever Hurt Me (Half as Bad as Losing You) |
| 1973  | "Nothing Ever Hurt Me (Half as Bad as Losing You)"             | 7                                   | —                                   | 8                                   | Nothing Ever Hurt Me (Half as Bad as Losing You) |
| 1973  | "Once You've Had the Best"                                     | 3                                   | —                                   | 65                                  | The Grand Tour                                   |
| 1974  | "The Grand Tour"                                               | 1                                   | —                                   | 2                                   | The Grand Tour                                   |
| 1974  | "The Door"                                                     | 1                                   | —                                   | 1                                   | The Best                                         |
| 1974  | "These Days (I Barely Get By)"                                 | 10                                  | —                                   | 9                                   | The Best                                         |
| 1975  | "Memories of Us"                                               | 21                                  | —                                   | 20                                  | Memories of Us                                   |
| 1975  | "I Just Don't Give a Damn"                                     | 92                                  | —                                   | —                                   | Memories of Us                                   |
| 1976  | "The Battle"                                                   | 16                                  | —                                   | 34                                  | The Battle                                       |
| 1976  | "You Always Look Your Best (Here in My Arms)"                  | 37                                  | —                                   | —                                   | The Battle                                       |
| 1976  | "Her Name Is"                                                  | 3                                   | —                                   | 3                                   | Alone Again                                      |
| 1977  | "Old King Kong"                                                | 34                                  | —                                   | —                                   | I Wanta Sing                                     |
| 1977  | "If I Could Put Them All Together (I'd Have You)"              | 24                                  | —                                   | 25                                  | I Wanta Sing                                     |
| 1978  | "Bartender's Blues" (avec James Taylor)                        | 6                                   | —                                   | 8                                   | Bartender's Blues                                |
| 1978  | "I'll Just Take It Out in Love"                                | 11                                  | —                                   | 41                                  | Bartender's Blues                                |
| 1979  | "Someday My Day Will Come"                                     | 22                                  | —                                   | —                                   | Still the Same Ole Me                            |
| 1980  | "He Stopped Loving Her Today"                                  | 1                                   | —                                   | 2                                   | I Am What I Am                                   |
| 1980  | "I'm Not Ready Yet"                                            | 2                                   | —                                   | 4                                   | I Am What I Am                                   |
| 1981  | "If Drinkin' Don't Kill Me (Her Memory Will)"                  | 8                                   | —                                   | 25                                  | I Am What I Am                                   |
| 1981  | "Still Doin' Time"                                             | 1                                   | —                                   | 2                                   | Still the Same Ole Me                            |
| 1982  | "Same Ole Me" (avec The Oak Ridge Boys)                        | 5                                   | —                                   | 1                                   | Still the Same Ole Me                            |
| 1983  | "Shine On (Shine All Your Sweet Love on Me)"                   | 3                                   | —                                   | 8                                   | Shine On                                         |
| 1983  | "I Always Get Lucky with You"                                  | 1                                   | —                                   | 6                                   | Shine On                                         |
| 1983  | "Tennessee Whiskey"                                            | 2                                   | —                                   | 1                                   | Shine On                                         |
| 1984  | "You've Still Got a Place in My Heart"                         | 3                                   | —                                   | 6                                   | You've Still Got a Place in My Heart             |
| 1984  | "She's My Rock"                                                | 2                                   | —                                   | 1                                   | Ladies' Choice                                   |
| 1984  | "Hallelujah, I Love You So" (avec Brenda Lee)                  | 15                                  | —                                   | 13                                  | Ladies' Choice                                   |
| 1984  | "Size Seven Round (Made of Gold)" (avec Lacy J. Dalton)        | 19                                  | —                                   | 11                                  | Ladies' Choice                                   |
| 1985  | "Who's Gonna Fill Their Shoes"                                 | 3                                   | —                                   | 2                                   | Who's Gonna Fill Their Shoes                     |
| 1985  | "The One I Loved Back Then (The Corvette Song)"                | 3                                   | —                                   | 2                                   | Who's Gonna Fill Their Shoes                     |
| 1986  | "Somebody Wants Me Out of the Way"                             | 9                                   | —                                   | 20                                  | Who's Gonna Fill Their Shoes                     |
| 1986  | "Wine Colored Roses"                                           | 10                                  | —                                   | 13                                  | Wine Colored Roses                               |
| 1987  | "The Right Left Hand"                                          | 8                                   | —                                   | 6                                   | Wine Colored Roses                               |
| 1987  | "I Turn to You"                                                | 26                                  | —                                   | 40                                  | Wine Colored Roses                               |
| 1987  | "The Bird"                                                     | 26                                  | —                                   | 39                                  | Too Wild Too Long                                |
| 1988  | "I'm a Survivor"                                               | 52                                  | —                                   | —                                   | Too Wild Too Long                                |
| 1988  | "The Old Man No One Loves"                                     | 63                                  | —                                   | —                                   | Too Wild Too Long                                |
| 1988  | "If I Could Bottle This Up" (avec Shelby Lynne)                | 43                                  | —                                   | *                                   | Friends in High Places                           |
| 1988  | "(I'm a) One Woman Man"                                        | 5                                   | —                                   | *                                   | One Woman Man                                    |
| 1989  | "The King Is Gone (So Are You)"                                | 26                                  | —                                   | 31                                  | One Woman Man                                    |
| 1989  | "Writing on the Wall"                                          | 31                                  | —                                   | 29                                  | One Woman Man                                    |
| 1989  | "Radio Lover"                                                  | 62                                  | —                                   | 83                                  | One Woman Man                                    |
| 1990  | "Hell Stays Open (All Night Long)"                             | —                                   | —                                   | —                                   | You Oughta Be Here with Me                       |
| 1990  | "Six Foot Deep Six Foot Down"                                  | —                                   | —                                   | —                                   | You Oughta Be Here with Me                       |
| 1991  | "All Fall Down" (avec Emmylou Harris)                          | —                                   | —                                   | 84                                  | Friends in High Places                           |
| 1991  | "You Couldn't Get the Picture"                                 | 32                                  | —                                   | 52                                  | And Along Came Jones                             |
| 1992  | "She Loved a Lot in Her Time"                                  | 55                                  | —                                   | 82                                  | And Along Came Jones                             |
| 1992  | "Honky Tonk Myself to Death"                                   | 60                                  | —                                   | 98                                  | And Along Came Jones                             |
| 1992  | "I Don't Need Your Rockin' Chair"                              | 34                                  | —                                   | 63                                  | Walls Can Fall                                   |
| 1993  | "Wrong's What I Do Best"                                       | 65                                  | —                                   | —                                   | Walls Can Fall                                   |
| 1993  | "Walls Can Fall"                                               | —                                   | —                                   | —                                   | Walls Can Fall                                   |
| 1993  | "High-Tech Redneck"                                            | 24                                  | —                                   | 62                                  | High-Tech Redneck                                |
| 1994  | "Never Bit a Bullet Like This" (avec Sammy Kershaw)            | 52                                  | —                                   | —                                   | High-Tech Redneck                                |
| 1994  | "A Good Year for the Roses" (avec Alan Jackson)                | 56                                  | —                                   | 65                                  | The Bradley Barn Sessions                        |
| 1996  | "Honky Tonk Song"                                              | 66                                  | —                                   | —                                   | I Lived to Tell It All                           |
| 1996  | "Billy B. Bad"                                                 | —                                   | —                                   | —                                   | I Lived to Tell It All                           |
| 1998  | "Wild Irish Rose"                                              | —                                   | —                                   | —                                   | It Don't Get Any Better Than This                |
| 1998  | "No Future in Our Past"                                        | —                                   | —                                   | —                                   | It Don't Get Any Better Than This                |
| 1999  | "Choices"                                                      | 30                                  | —                                   | 30                                  | Cold Hard Truth                                  |
| 1999  | "The Cold Hard Truth"                                          | 45                                  | —                                   | —                                   | Cold Hard Truth                                  |
| 2000  | "Sinners and Saints"                                           | 55                                  | —                                   | —                                   | Cold Hard Truth                                  |
| 2001  | "The Man He Was"                                               | 47                                  | —                                   | *                                   | The Rock: Stone Cold Country 2001                |
| 2001  | "Beer Run (B Double E Double Are You In?)" (avec Garth Brooks) | 24                                  | 118                                 | *                                   | The Rock: Stone Cold Country 2001                |
| 2002  | "50,000 Names"                                                 | 55                                  | —                                   | *                                   | The Rock: Stone Cold Country 2001                |
| 2005  | "The Blues Man" (avec Dolly Parton)                            | —                                   | —                                   | —                                   | Hits I Missed…And One I Didn't                   |
| 2006  | "Funny How Time Slips Away"                                    | —                                   | —                                   | —                                   | Hits I Missed…And One I Didn't                   |
| 2006  | "God's Country"                                                | —                                   | —                                   | —                                   | God's Country: George Jones and Friends          |
| 2008  | "You and Me and Time" (avec Georgette Jones)                   | —                                   | —                                   | —                                   | Burn Your Playhouse Down                         |

### Collaborations
| Année | Chanson                                                        | Artiste             | Plus haute position dans les charts | Plus haute position dans les charts | Plus haute position dans les charts | Album                                          |
| Année | Chanson                                                        | Artiste             | US Country                          | US                                  | Canada Country                      | Album                                          |
| ----- | -------------------------------------------------------------- | ------------------- | ----------------------------------- | ----------------------------------- | ----------------------------------- | ---------------------------------------------- |
| 1963  | "What's in Our Heart"                                          | Melba Montgomery    | 20                                  | —                                   | —                                   | What's in Our Heart                            |
| 1963  | "Let's Invite Them Over"                                       | Melba Montgomery    | 17                                  | —                                   | —                                   | What's in Our Heart                            |
| 1964  | "Please Be My Love"                                            | Melba Montgomery    | 31                                  | —                                   | —                                   | Bluegrass Hootenanny                           |
| 1964  | "Multiply the Heartaches"                                      | Melba Montgomery    | 25                                  | —                                   | —                                   | What's in Our Heart                            |
| 1965  | "Things Have Gone to Pieces"                                   | Gene Pitney         | 9                                   | —                                   | —                                   | For the First Time Two Stars Together          |
| 1965  | "I've Got Five Dollars and It's Saturday Night"                | Gene Pitney         | 16                                  | 99                                  | —                                   | For the First Time Two Stars Together          |
| 1965  | "Louisiana Man"                                                | Gene Pitney         | 25                                  | —                                   | —                                   | It's Country Time Again                        |
| 1965  | "I'm a Fool to Care"                                           | Gene Pitney         | —                                   | 115                                 | —                                   | For the First Time Two Stars Together          |
| 1965  | "Big Job"                                                      | Gene Pitney         | 50                                  | —                                   | —                                   | It's Country Time Again                        |
| 1966  | "That's All It Took"                                           | Gene Pitney         | 47                                  | —                                   | —                                   | It's Country Time Again                        |
| 1967  | "Party Pickin"                                                 | Melba Montgomery    | 24                                  | —                                   | —                                   | Party Pickin'                                  |
| 1971  | "Take Me"                                                      | Tammy Wynette       | 9                                   | —                                   | 12                                  | We Go Together                                 |
| 1972  | "The Ceremony"                                                 | Tammy Wynette       | 6                                   | —                                   | 3                                   | Me and the First Lady                          |
| 1972  | "Old Fashioned Singing"                                        | Tammy Wynette       | 38                                  | —                                   | —                                   | We Love to Sing About Jesus                    |
| 1973  | "Let's Build a World Together"                                 | Tammy Wynette       | 32                                  | —                                   | —                                   | Let's Build a World Together                   |
| 1973  | "We're Gonna Hold On"                                          | Tammy Wynette       | 1                                   | —                                   | 2                                   | We're Gonna Hold On                            |
| 1974  | "(We're Not) the Jet Set"                                      | Tammy Wynette       | 15                                  | —                                   | 16                                  | We're Gonna Hold On                            |
| 1974  | "The Telephone Call"                                           | Sa belle-fille Tina | 25                                  | —                                   | —                                   | George & Tammy & Tina                          |
| 1974  | "We Loved It Away"                                             | Tammy Wynette       | 8                                   | —                                   | —                                   | George & Tammy & Tina                          |
| 1975  | "God's Gonna Get'cha (For That)"                               | Tammy Wynette       | 25                                  | —                                   | —                                   | George & Tammy & Tina                          |
| 1976  | "Golden Ring"                                                  | Tammy Wynette       | 1                                   | —                                   | 5                                   | Golden Ring                                    |
| 1976  | "Near You"                                                     | Tammy Wynette       | 1                                   | —                                   | 1                                   | Golden Ring                                    |
| 1977  | "Southern California"                                          | Tammy Wynette       | 5                                   | —                                   | 17                                  | George Jones and Tammy Wynette's Greatest Hits |
| 1978  | "Maybellene"                                                   | Johnny Paycheck     | 7                                   | —                                   | 4                                   | Double Trouble                                 |
| 1979  | "You Can Have Her"                                             | Johnny Paycheck     | 14                                  | —                                   | 26                                  | Double Trouble                                 |
| 1980  | "Two Story House"                                              | Tammy Wynette       | 2                                   | —                                   | 1                                   | Together Again                                 |
| 1980  | "When You're Ugly Like Us (You Just Naturally Got to Be Cool)" | Johnny Paycheck     | 31                                  | —                                   | 29                                  | Double Trouble                                 |
| 1980  | "A Pair of Old Sneakers"                                       | Tammy Wynette       | 19                                  | —                                   | 59                                  | Together Again                                 |
| 1980  | "You Better Move On"                                           | Johnny Paycheck     | 18                                  | —                                   | 25                                  | Double Trouble                                 |
| 1982  | "Yesterday's Wine"                                             | Merle Haggard       | 1                                   | —                                   | 5                                   | A Taste of Yesterday's Wine                    |
| 1982  | "C.C. Waterback"                                               | Merle Haggard       | 10                                  | —                                   | 18                                  | A Taste of Yesterday's Wine                    |
| 1995  | "One"                                                          | Tammy Wynette       | 69                                  | —                                   | —                                   | One                                            |

### Singles en tant qu'invité
| Année | Chanson                                   | Artiste                              | Plus haute position dans les charts | Plus haute position dans les charts | Plus haute position dans les charts | Album                       |
| Année | Chanson                                   | Artiste                              | US Country                          | US                                  | Canada Country                      | Album                       |
| --- | ----------------------------------------- | ------------------------------------ | ----------------------------------- | ----------------------------------- | ----------------------------------- | --------------------------- |
| 1981 | "I Was Country When Country Wasn't Cool"  | Barbara Mandrell                     | 1                                   | —                                   | 14                                  | Barbara Mandrell Live       |
| 1983 | "We Didn't See a Thing"                   | Ray Charles (avec Chet Atkins)       | 6                                   | —                                   | 7                                   | Friendship                  |
| 1985 | "One Big Family"                          | Heart of Nashville                   | 61                                  | —                                   | —                                   | single only                 |
| 1990 | "A Few Ole Country Boys"                  | Randy Travis                         | 8                                   | —                                   | 4                                   | Heroes and Friends          |
| 1997 | "You Don't Seem to Miss Me"               | Patty Loveless                       | 14                                  | 109                                 | 37                                  | Long Stretch of Lonesome    |
| 1999 | "A Country Boy Can Survive" (Y2K Version) | Chad Brock (avec Hank Williams, Jr.) | 30                                  | 75                                  | 66                                  | Yes!                        |
| 2005 | "4th of July"                             | Shooter Jennings                     | 26                                  | —                                   | —                                   | Put the "O" Back in Country |
| 2010 | "Country Boy"                             | Aaron Lewis (avec Charlie Daniels)   | 50                                  | 87                                  | *                                   | Town Line (EP)              |
| "—" signale que l'enregistrement n'est pas entré dans les charts * signale que la position atteinte dans les charts est inconnue |                                           |                                      |                                     |                                     |                                     |                             |

## Vidéoclips
| Année | Titre                                                            | Réalisateur              |
| ----- | ---------------------------------------------------------------- | ------------------------ |
| 1985  | "Who's Gonna Fill Their Shoes?"                                  | Marc Ball                |
| 1987  | "The Old Man No One Loves"                                       | Marc Ball                |
| 1991  | "She Loved a Lot in Her Time"                                    | Marc Ball                |
| 1991  | "You Couldn't Get the Picture"                                   | Marc Ball                |
| 1992  | "I Don't Need Your Rockin' Chair"                                | Marc Ball                |
| 1993  | "Wrong's What I Do Best"                                         | Marc Ball                |
| 1993  | "Walls Can Fall"                                                 | Marc Ball                |
| 1993  | "High Tech Redneck"                                              | Marc Ball                |
| 1994  | "The Love in Your Eyes"                                          | Marc Ball                |
| 1994  | "A Good Year for the Roses" (avec Alan Jackson)                  | Gerry Wenner             |
| 1995  | "One" (avec Tammy Wynette)                                       | Marc Ball                |
| 1996  | "Honky Tonk Song"                                                | Marc Ball                |
| 1998  | "Wild Irish Rose"                                                | John Lloyd Miller        |
| 1999  | "Choices"                                                        | Greystone Communications |
| 1999  | "The Cold Hard Truth"                                            | Jim Shea                 |
| 2002  | "50,000 Names"                                                   |                          |
| 2005  | "The Blues Man" (avec Dolly Parton)                              | Joe Thomas               |
| 2006  | "Funny How Time Slips Away"                                      |                          |
| 2010  | "Country Boy" (avec Chris Young, Charlie Daniels et Aaron Lewis) | Alex Castino             |